# 康韦 (北达科他州)
康韦（英語：Conway）是美国北达科他州下属的一座城市。根据2010年美国人口普查，该市有人口23人。